# Benevento (provins)
Benevento är en provins i regionen Kampanien i Italien. Benevento är huvudort i provinsen. Provinsen etablerades 1861 när Kyrkostatens enklav runt staden Benevento föll till Giuseppe Garibaldi. När Kungariket Sardinien annekterade Kungariket Neapel utökades provinsen 1862 med områden från Principato Ultra, Capitanata, Molise och Terra di Lavoro.

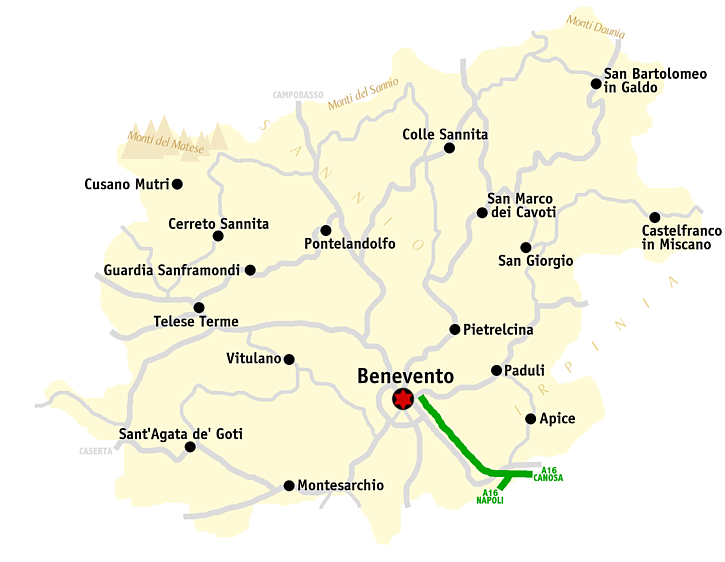
Karta över provinsen

## Administration
Provinsen Benevento är indelad i 78 comuni (kommuner). Alla kommunerna finns i lista över kommuner i provinsen Benevento.